# Gracepoint
Gracepoint es una serie de televisión estadounidense, emitida originalmente en la cadena FOX entre el 2 de octubre hasta el 11 de diciembre de 2014. Basada en la serie británica Broadchurch, Gracepoint está protagonizada por el mismo actor que interpreta el papel principal de la serie inglesa; el actor escocés David Tennant. 

## Sinopsis
Gracepoint es un pequeño pueblo costero al norte del estado de California, famoso por las actividades relacionadas con la observación y la protección de ballenas. No obstante, el hallazgo del cadáver de Danny Solano, un niño de doce años oriundo del pueblo, obliga al Detective Emmett Carver (David Tennant) a hacerse cargo del caso, ayudado de la Detective Ellie Miller (Anna Gunn) que pretendía ocupar su puesto. Durante su larga estancia en el pueblo, el Detective Carver comienza a desconfiar de cada uno de sus habitantes, sospechando que todos ellos han tenido algo que ver en el asesinato.

## Elenco
- David Tennant como el Detective Emmett Carver
- Anna Gunn como la Detective Ellie Miller
- Michael Peña como Mark Solano, padre de Danny Solano
- Virginia Kull como Beth Solano, madre de Danny Solano y esposa de Mark Solano
- Nick Nolte como Jack Reinhold, dueño de la tienda de bicicletas y kajaks.
- Jacki Weaver como Susan Wright
- Josh Hamilton como Joe Miller, marido de Ellie Miller
- Kevin Rankin como Paul Coates, sacerdote de la iglesia
- Kevin Zegers como Owen Burke, sobrino de Ellie y periodista del Gracepoint Journal
- Jessica Lucas como Renee Clemons, reportera del San Francisco Globe
- Stephen Louis Grush como Vince Novik, aprendiz y mejor amigo de Mark Solano[2]
- Madalyn Horcher como Chloe Solano, hermana de Danny e hija de Mark y Beth Solano
- Sarah-Jane Potts como Gemma Fisher,, propietaria de Crestview Inn
- Jack Irvine como Tom Miller, hijo de Ellie y mejor amigo de Danny Solano
- Kendrick Sampson como Dean Iverson, novio de Chloe Solano
- Alisen Down como Kathy Eaton, editor jefe del Gracepoint Journal
- Adam Greydon Reid como Raymond Connelly, ingeniero de la compañía telefónica
- Nikolas Filipovic como Danny Solano